# Rutland (Massachusetts)
Rutland és una població dels Estats Units a l'estat de Massachusetts. Segons el cens del 2000 tenia 6.353 habitants.

## Demografia
Segons el cens del 2000, Rutland tenia 6.353 habitants, 2.253 habitatges, i 1.694 famílies. La densitat de població era de 69,6 habitants/km².
Dels 2.253 habitatges en un 42,3% hi vivien nens de menys de 18 anys, en un 64,1% hi vivien parelles casades, en un 8,6% dones solteres, i en un 24,8% no eren unitats familiars. En el 19,9% dels habitatges hi vivien persones soles el 6,6% de les quals corresponia a persones de 65 anys o més que vivien soles. El nombre mitjà de persones vivint en cada habitatge era de 2,77 i el nombre mitjà de persones que vivien en cada família era de 3,21.
Per edats la població es repartia de la següent manera: un 30,8% tenia menys de 18 anys, un 6,1% entre 18 i 24, un 33,8% entre 25 i 44, un 21,7% de 45 a 60 i un 7,7% 65 anys o més.
L'edat mediana era de 35 anys. Per cada 100 dones de 18 o més anys hi havia 95,6 homes.
La renda mediana per habitatge era de 62.846 $ i la renda mediana per família de 70.689$. Els homes tenien una renda mediana de 45.824 $ mentre que les dones 35.390$. La renda per capita de la població era de 23.311$. Entorn de l'1,5% de les famílies i el 3,3% de la població estaven per davall del llindar de pobresa.